# Ausstattungsstück
Ein Ausstattungsstück ist eine Theateraufführung, die den Sensationswert einer luxuriösen Theaterdekoration und einer verblüffenden Bühnentechnik und Bühnenmaschinerie in den Vordergrund des Theatererlebnisses stellt. Daher bedürfen Ausstattungsstücke in der Regel großer Bühnen. 
Ob das Bühnenereignis ein Schauspiel, eine Oper, eine Operette, ein Musical, ein Ballett, eine Revue oder etwas anderes ist, spielt dabei keine Rolle. – Der Begriff wird oft abschätzig gebraucht, weil die Aufmachung scheinbar wichtiger ist als der Inhalt. Dessen ungeachtet waren Ausstattungsstücke vor allem um 1900 herum sehr populär. Eng ist auch die Verwandtschaft zur Zirkusvorstellung, die damals noch ausgedehnte Pantomimen enthielt. Das US-amerikanische Pendant zum Ausstattungsstück nennt sich Extravaganza.
Der Begriff Ausstattungsstück wird ungefähr seit Mitte des 19. Jahrhunderts verwendet und ersetzt die vom Barock bis zum Beginn des 19. Jahrhunderts gebrauchten Bezeichnungen Maschinenkomödie und Spektakelstück. Im Verlauf des 19. Jahrhunderts entwickelte sich zudem eine Art Ausstattungsstück, das sich nicht wie die Feerien um märchenhaften Prunk bemühte, sondern um genaue historische Details, wie die Aufführungen der Meininger Theatertruppe. Auch besonders aufwändig gestaltete Filme (meist Historienfilme oder Fantasy-Filme) nennt man heute bisweilen „Ausstattungsstück“.
In der bildenden Kunst wird außerdem ein einzelnes zu einer Ausstattung gehörendes Requisit als Ausstattungsstück bezeichnet.